# Hermagoras megabeast
Hermagoras megabeast är en insektsart som först beskrevs av Bragg 2001.  Hermagoras megabeast ingår i släktet Hermagoras och familjen Phasmatidae. Inga underarter finns listade i Catalogue of Life.